# Шваля Микола Миколайович
Мико́ла Микола́йович Шва́ля — майор Міністерства внутрішніх справ України.
Командир батальйону «Золоті ворота», сотник Самооборони Майдану.
Член Військової ради політичної партії «Народний фронт».

## Короткий життєпис
Народився на Закарпатті.
Має три вищі освіти. Закінчив Ужгородський національний університет, Київський міжнародний інститут менеджменту та Мукачівський державний університет.
Проходив службу в лавах радянської армії протягом 1984—1986 років.

### Діяльність
Більш як 10 років працював у Торговельно-економічній місії (ТЕМ) в складі Посольства України в Угорщині.
Був помічником народного депутата та ексміністра закордонних справ Геннадія Удовенка.
З 2013 року працював консультантом Комітету з прав людини та національних меншин.
Брав активну участь у Революції гідності, був сотником Самооборони Майдану.
У травні 2014 року був призваний на службу в МВС наказом міністра Арсена Авакова на посаду командира батальйону «Золоті ворота».

### Участь в війні на сході України
Спільно з 1-ю бронетанковою бригадою батальйон «Золоті ворота» проводив військові операції на відрізку Щастя — Лутугине.
Найбільші бойові дії були в Сабовці та під Щастям.
17 серпня внаслідок мінометного обстрілу Микола Шваля зазнав складного поранення й контузії.
Проходив лікування в Інституті серця у Києві.
У серпні 2014 року разом із іншими провідними командирами добровольчих батальйонів (командир батальйону «Азов» Андрій Білецький, батальйону «Дніпро-1» — Юрій Береза, батальйону «Київ-1» — Євген Дейдей, батальйону «Артемівськ» — Костянтин Матейченко та інші) увійшов до складу Військової ради «Народного фронту» — спеціального органу, покликаного розробити пропозиції щодо зміцнення системи оборони країни.
21 серпня 2014 року — за особисту мужність і героїзм, виявлені у захисті державного суверенітету та територіальної цілісності України, вірність військовій присязі під час російсько-української війни, відзначений — нагороджений орденом «За мужність» III ступеня.